# Jennie Vanlerberghe
Jennie barones Vanlerberghe (Oostnieuwkerke, 14 mei 1945) is een Belgische vrouwenrechtenactiviste, auteur en journaliste. Ze is oprichtster van Moeders voor Vrede (MvV), de Belgische tak van Mothers for Peace.

## Biografie
Jennie Vanlerberghe studeerde kunstgeschiedenis. Ze werkte als journaliste voor Roularta. Zo schreef ze voor De Weekbode onder het pseudoniem Iphiginea een column waarin ze het opnam voor de gelijkheid van vrouwen en mannen. Vanlerberghe was hoofdredacteur van De Streekkrant, Steps Magazine, Télépro en Tele-Knack. Ze was ook redacteur bij Newsco Publishing, een dochtermaatschappij van Roularta. Ze was ook meermaals te gast in het Radio 1-programma De zwijgende meerderheid.
Als journaliste werkte ze begin jaren 1990 in Joegoslavië, waar op dat moment de Joegoslavische oorlogen woedden. Vanlerberghe richtte in Ieper Moeders voor Vrede (MvV) op, de Belgische tak van Mothers for Pearce (Bedem Ijubavi), een internationale organisatie die zich wereldwijd inzet tegen geweld op vrouwen en kinderen. Ze werkte voor Moeders voor Vrede onder meer in Joegoslavië, Somalië, Zuid-Afrika en Afghanistan, waar ze met MvV een vrouwencentrum in Istalif oprichtte. Dit centrum organiseert opleidingen voor studenten, vrouwen en mannen, en heeft ook een ziekenhuis. Sinds haar eerste bezoek aan Afghanistan in 2002 richtte ze met MvV vijf vrouwencentra op.
De Ieperse kunstenares en goede vriendin Martine Bossuyt stond haar vanaf 2003 bij als een van de vrijwilligers voor Moeders voor Vrede. In 2006 werd Vanlerberghe opgenomen in de (ludieke) orde van 't Manneke uit de Mane; in 2023 viel Bossuyt die eer te beurt met als meter Jennie Vanlerberghe. 
Vanlerberghe was in 2007 samen met de Nationale Vrouwenraad en politica Sabine de Bethune initiatiefneemster van de campagne Vrouwenkracht is Vredesmacht, waarmee ze vrouwen een stem wilden geven in vredesprocessen.
Ze was de partner van kunstschilder Godfried Vervisch (1930-2014).

## Onderscheidingen
Voor haar inzet in vrouwenrechten werd Vanlerberghe meermaals bekroond:
- 2005 - Prijs Mensenrechten Frankrijk
- 2006 - Vrouw van het Jaar (Knack)
- 2006 - Ambassadeur voor de vrede (Pax Christi Vlaanderen)[2]
- 2006 - Jonkvrouw in de (ludieke) orde van 't Manneke uit de Mane
- 2007 - Publieksprijs regionale televisie (Focus-WTV)
- 2008 - Inspiratie Trofee Nederland
- 2009 - British Women Welcome World Wide Award (Women Welcome Women World Wilde)[3]
- 2010 - eretitel Vredesvrouw (Platform NAP 1325)
- 2014 - Opname in de persoonlijke adel met de titel barones
- 2018 - ereburger van Staden[4]